# NI Railways
NI Railways, также известный как «Northern Ireland Railways» (NIR) и «Ulster Transport Railways» (UTR), — железнодорожный оператор Северной Ирландии, является дочерней компанией транспортной госкорпорации Translink (англ.), принадлежащей холдингу Northern Ireland Transport Holding Company (сокр. NITHCo, англ.), одному из двух государственных операторов железнодорожной сети в Великобритании. У компании общий совет директоров с двумя другими компаниями госкорпорации — Ulsterbus (англ.) и Metro (бывший Citybus, англ.).
Железнодорожная сеть Северной Ирландии не является частью National Rail, и использует не стандартную европейскую колею, а ирландскую, как и в остальной части острова. К тому же, NIR — единственная вертикально интегрированная железнодорожная коммерческая компания Соединённого Королевства. Совместно с Iarnród Éireann является оператором фирменного поезда Enterprise (англ.) на линии Белфаст — Дублин. У железнодорожной сети нет связи с дорогами Великобритании, хотя выдвигаются такие предложения.

## Линии

Железнодорожная сеть Северной Ирландии

Подробнее см. здесь.

## Подвижной состав

### Действующий
| Класс                   | Иллюстрация  | Тип          | Максимальная скорость | Максимальная скорость | Количество   | Маршруты                                                              | Годы выпуска |
| Класс                   | Иллюстрация  | Тип          | мили/ч                | км/ч                  | Количество   | Маршруты                                                              | Годы выпуска |
| Пассажирский            | Пассажирский | Пассажирский | Пассажирский          | Пассажирский          | Пассажирский | Пассажирский                                                          | Пассажирский |
| ----------------------- | ------------ | ------------ | --------------------- | --------------------- | ------------ | --------------------------------------------------------------------- | ------------ |
| Class 3000              |              | Дизель-поезд | 90                    | 145                   | 23           | Белфаст — Лондондерри Белфаст — Ньюри Белфаст — Бангор Белфаст — Ларн | 2002—2004    |
| Class 4000              |              | Дизель-поезд | 90                    | 145                   | 20           | Белфаст — Лондондерри Белфаст — Ньюри Белфаст — Бангор Белфаст — Ларн | 2010—2012    |
| Специального назначения |              |              |                       |                       |              |                                                                       |              |
| Class 111               |              | Тепловоз     | 90                    | 145                   | 3            | Специального назначения                                               | 1980—1984    |
| Class 80                |              | Дизель-поезд | 70                    | 112                   | 1            | Специального назначения (Sandite)                                     | 1974—1978    |
| MPV                     |              | Дизель-поезд | 62                    | 100                   | 1            | Специального назначения (Sandite)                                     | 2016         |

### Исторический
| Класс     | Иллюстрация | Тип               | Годы выпуска | Прекращение эксплуатации | Примечания                                                                 |
| Class WT  |             | Паровоз           | 1946—1950    | 1969—1971                |                                                                            |
| AEC       |             | Дизель-поезд      | 1948—1950    | 1972                     | 10 унаследованы от Ulster Transport Authority                              |
| BUT       |             | Дизель-поезд      | 1956—1958    | 1975—1980                |                                                                            |
| MED       |             | Дизель-поезд      | 1952—1954    | 1973—1978                | Были предназначены для местных маршрутов в Белфасте                        |
| MPD       |             | Дизель-поезд      | 1957—1962    | 1981—1984                | Использовался в поездах Enterprise                                         |
| 70 Class  |             | Дизель-поезд      | 1966—1968    | 1985—1986                | Пассажирский                                                               |
| 80 Class  |             | Дизель-поезд      | 1974—1978    | 2005—2012                | Пассажирский. Использовался на всех маршрутах, также для специальных работ |
| 101 Class |             | Тепловоз          | 1970         | 1989                     | Предназначался для поездов Enterprise                                      |
| 104 Class |             | Тепловоз          | 1956—1957    | 1993                     | Первоначально выпущены для CIÉ; 6 переданы NIR в 1986                      |
| 450 Class |             | Дизель-поезд      | 1985—1987    | 2011—2012                |                                                                            |
| RB3       |             | Рельсовый автобус | 1981         | 1989                     | Прототип, выпущенный для British Rail; передан NIR в 1983                  |
| Class 1   |             | Тепловоз          | 1969         | 1989                     | Маневровый. После списания два были переделаны для работы на Шри Ланке     |